# Сан Лоренцо дел Вало
Вижте пояснителната страница за други значения на Сан Лоренцо.
Сан Лорѐнцо дел Ва̀ло (на италиански: San Lorenzo del Vallo) е малко градче и община в Южна Италия, провинция Козенца, регион Калабрия. Разположено е на 330 m надморска височина. Населението на общината е 3432 души (към 2012 г.).